# Démosthenes Magalhães

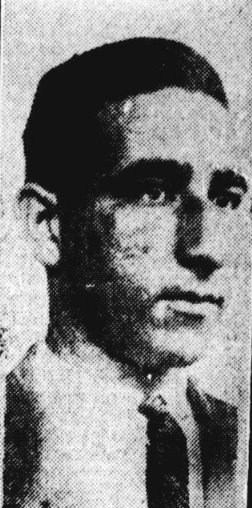
Demosthenes Maghalaes – 1931

Démosthenes Magalhães, in Brasilien bekannter nur als Démosthenes und in Italien als Demostene Bertini (* 17. November 1909 in Rio de Janeiro), war ein brasilianischer Fußballspieler.
1931 wechselte Démosthenes vom Jequiá FC – der heute als Jequiá Iate Club („Yacht Club“) bekannte Verein von der Ilha do Governador, der Insel in der Guanabara-Bucht da wo seit 1945 der Flughafen drauf ist – zum Fluminense FC, wo er unter Trainer Luís Vinhaes Nachfolger im zentralen Mittelfeld des als Profi nach Italien zum Torino FC gewechselten Fernando Giudicelli wurde.
Auf einem Besuch in Rio 1932 überzeugte Giudicelli, der in dieser Phase eine nachhaltige Karriere als Spielervermittler begann, Démosthenes, mit ihm nach Italien zurückzukehren, um sich dort ebenso als professioneller Fußballer zu verdingen. Da in jener Zeit dies nur Spielern mit italienischen Familienhintergrund, sogenannten Oriundi, möglich war, änderte er seinen Namen auf Demostene Bertini, was italienisch klingt, um.
In der Saison 1932/33 spielte er zusammen mit Giudicelli in Turin. Dort hatte der technisch begabte Spieler einen hervorragenden Start, geriet aber bald in Schwierigkeiten, seinen italienischen Hintergrund zu belegen. Aufgrund dessen konnte er für eine geraume Zeit nicht aufgestellt werden. Danach hatte er Schwierigkeiten, wieder zu guter Form aufzulaufen, und er wurde des Öfteren nicht aufgestellt. In seinen drei Spielzeiten wurde er mit Turin Siebter, Zwölfter, und Vierzehnter, wobei er zu 36 Ligaeinsätzen kam.
Danach wurde er zu AC Sampierdarenese in Genua transferiert. Er wurde in der Saison 1935/36 mit dem Verein 13. und dabei 28 Mal in der Liga aufgestellt.
Im Juni 1936 kehrte er per Zeppelin nach Rio de Janeiro zurück, was wohl auch ein gesundes Profi-Einkommen in Italien beschreibt. Ein einfaches Flugticket kostete damals 1.500 Reichsmark, was einem knappen jährlichen deutschen Durchschnittsentgelt (1.700 RM) in jener Zeit entsprach.
Im Juli 1936 nahm er noch an zwei Freundschaftsspielen von Fluminense teil, womit er für den Verein insgesamt 40 Mal auflief. Im weiteren Verlauf des Jahres kehrte er zurück zum Jequiá FC, wo er Spielertrainer machte. In seiner einzigen Saison im professionellen Fußball wurde der Verein Letzter. Démosthenes spielte dabei 15 Mal und schoss drei Tore. Im März des folgenden Jahres trennten sich die Wege von Jequiá und Démosthenes.
Ein weiteres Mal war er im Rampenlicht, als er Mitte der 1942er Saison der Meisterschaft von Rio de Janeiro den Bonsucesso FC aus dem gleichnamigen Vorort als Trainer übernahm. Er führte sich hier mit einer 0:6-Heimniederlage gegen den Canto do Rio FC aus Niterói von der anderen Seite der Guanabara-Bucht ein. Am Ende war Bonsucesso, wie in jener Zeit üblich, Letzter. Da es in jenen Jahren keinen Abstieg gab, blieb das ohne Konsequenz. Die 123 Gegentore in den 27 Spielen jener Saison sind aber rekordverdächtig.
1940 war Démosthenes Mitbegründer des Club Veteranos Cariocas, einer Vereinigung ehemaliger Fußballer aus Rio, wo er in den folgenden Jahren diverse Funktionen ausführte.